# U.S. Route 2 (Washington)
La U.S. Route 2 o Ruta Federal 2 (abreviada US 2) es una autopista federal ubicada en el estado de Washington. La autopista inicia en el Oeste desde la SR 529     cerca de Everett hacia el Este en la US 2  cerca de Newport. La autopista tiene una longitud de 525,2 km (326.36 mi).

## Mantenimiento
Al igual que las carreteras estatales, las carreteras interestatales, y el resto de rutas federales, la U.S. Route 2 es administrada y mantenida por el Departamento de Transporte del Estado de Washington por sus siglas en inglés WSDOT.

## Cruces
La U.S. Route 2 es atravesada principalmente por la  I 5  en Everett
 US 97  en Orondo
 I 90  US 395  en Spokane.